# Irina Antónova
Irina Aleksándrovna Antónova (en ruso: Ири́на Алекса́ндровна Анто́нова; Moscú, 20 de marzo de 1922-Moscú, 30 de noviembre de 2020) fue una crítica de arte de nacionalidades soviética y rusa, especialista en pintura italiana del Renacimiento.
Fue nombrada Académica de la Academia de Educación de Rusia (APN URSS, 1989), Académica de la Academia de las Artes de Rusia (2001), Artista de Honor de la RSFSR (1979), galardonada con dos Premio Estatal de la Federación de Rusia (1995, 2017), Comandante Titular de la Orden al Mérito por la Patria y Veterana de la Gran Guerra Patria.

## Biografía
Irina Antónova nació el 20 de marzo de 1922 en Moscú en la familia de un participante de la Revolución de Octubre, electricista de barcos, entonces director del Instituto de Vidrio Experimental Alexander Alexándrovich Antonov e Ida Mijailovna Jeifits (murió cuando tenía 100 años y 5 meses).
De 1929 a 1933 vivió con sus padres en Alemania. Al regresar a Moscú, la familia Antonov se instaló en un apartamento en Pokrovsky Boulevard.
Desde 1940 es estudiante del departamento de historia del arte del Instituto de Filosofía, Literatura e Historia. Desde 1941, después de la fusión de IFLI con la Universidad Estatal de Moscú, se convirtió en estudiante de la facultad de filología de la Universidad Estatal de Moscú.
Al comienzo de la Gran Guerra Patria, se graduó de los cursos de enfermería, desde la primavera de 1942, como sargento menor del servicio médico, trabajó en un hospital en Krasnaya Presnya. En 1945 se le concedió el rango de mayor 30 con el propósito de un viaje de negocios a Alemania para la exportación de bienes culturales para su reparación. Pero el viaje de negocios no se realizó. Se decidió enviar a un especialista con más experiencia, y Antonova recibió y describió los valores ya en Moscú.
En 1945 se graduó de la Universidad Estatal de Moscú, el 10 de abril entró a trabajar en el Museo Estatal de Bellas Artes (Museo Pushkin) y comenzó sus estudios de posgrado en el museo. Su área de investigación fue el arte de Italia durante el Renacimiento.
Desde febrero de 1961 fue directora del Museo Estatal de Bellas Artes. En esta capacidad, Antonova fue la iniciadora y organizadora de importantes exposiciones internacionales, como "Moscú - París", "Moscú - Berlín", "Rusia - Italia", "Modigliani", "Turner", "Picasso" y muchas otras.
En 1981, junto con el pianista Svyatoslav Richter, fundó el festival de música y pintura de las noches de diciembre, que se celebra anualmente en el museo. Es la directora permanente del festival. En 1998, el festival recibió el nombre de Richter.
Es autora de más de 100 publicaciones (catálogos, artículos, álbumes, programas de televisión, guiones de películas de divulgación científica). Durante varios años, enseñó en el departamento de historia del arte de la Universidad Estatal de Moscú, en el Instituto de Cinematografía, en el auditorio del Museo Pushkin de Bellas Artes y en el Instituto de Lenguas Orientales de París.
Fue miembro de la Cámara Pública de la Federación de Rusia (2011-2020).
En 2012, entró en la lista de confidentes del candidato presidencial de Rusia Vladímir Putin.

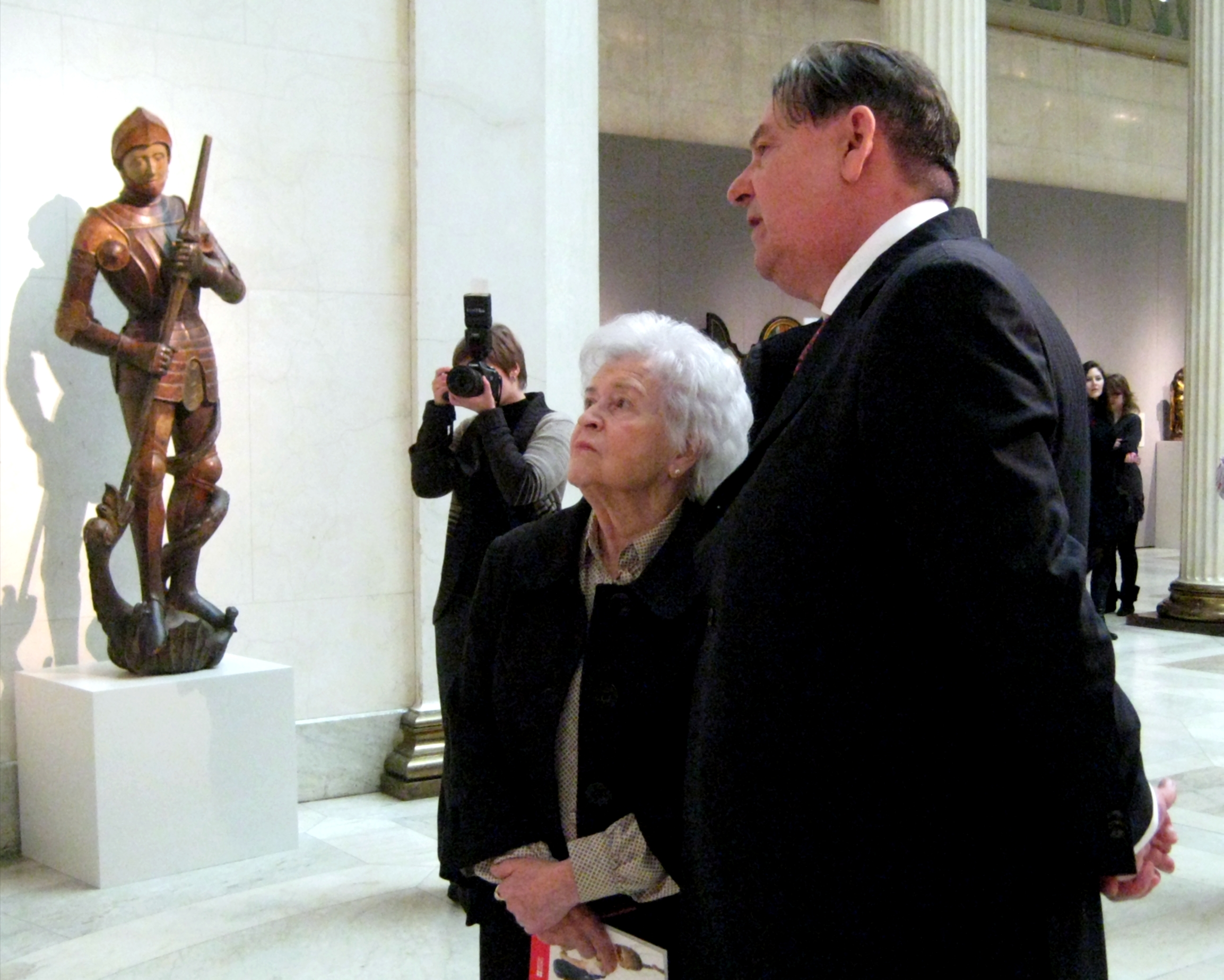
Irina Antonova y el coleccionista Mijaíl Perchenko.

El 11 de abril de 2013 fue nombrada curadora en jefe de los museos estatales de Rusia. Tres meses después, tras su dimisión, Antonova calificó este nombramiento como "la más pura locura", cuyo único sentido era justificar o suavizar su próxima salida del cargo de directora del Museo Pushkin.
En mayo de 2013, Antonova volvió a plantear la idea, que expresó en 2009, de recrear en Moscú un museo de nuevo arte occidental, previamente destruido por Stalin, donde el Museo Pushkin y el Museo Estatal del Hermitage donarían la mejor parte de sus colecciones: pinturas impresionistas. Esta propuesta provocó una fuerte protesta del director del Hermitage, Mijaíl Piotrovsky, y un conflicto más amplio en la comunidad de museos. Tras turbulentos acontecimientos, el ministro de Cultura de Rusia V. Medinsky comenzó a apresurar a Antonova para que renunciara.
En entrevista con Izvestia, Antonova reprochó al exministro de Cultura A. Avdeev y el desarrollo económico de Nabiullin, que eran miembros del consejo de administración del Museo Pushkin, que fallaron la orden del presidente de Rusia de construir una ciudad museo y la reconstrucción del propio Museo Pushkin.
El 10 de julio de 2013, por orden del Ministerio de Cultura, fue relevada de su cargo como directora del Museo Pushkin de Bellas Artes con la redacción “por voluntad propia”. Antonova explicó el 1 de julio que ella misma eligió la candidatura de un sucesor: la directora de arte de la asociación de exposiciones de Moscú "Manezh" Marina Loshak. Un poco más tarde, Antonova aclaró que en realidad propuso como sucesores a científicos culturales de la Universidad Estatal de Moscú y la Universidad Estatal Humanitaria de Rusia, pero todas sus candidaturas fueron rechazadas por el ministerio. De los candidatos propuestos por el ministerio, Loshak le pareció el más aceptable.
Irina Aleksandrovna dirigió el Museo Estatal de Bellas Artes Pushkin durante 52 años.
Tras la dimisión de Antonova, fue nombrada presidenta del Museo Pushkin.

### Vida personal
Su esposo fue Yevsey Iosifovich Rotenberg (1920-2011) un Doctor en Historia del Arte, autor de obras fundamentales sobre el arte clásico de Europa Occidental, director del sector de arte clásico del Instituto Estatal de Historia del Arte.
Tuvo un Hijo, Boris (1954). Discapacitado desde la niñez.
Hablaba con fluidez alemán, francés e italiano.
Irina Antonova falleció el 30 de noviembre de 2020 a los noventa y ocho años de edad. Según los médicos, la causa de la muerte fue la infección por coronavirus, combinada con enfermedades del sistema cardiovascular. Irina Aleksandrovna, según sus deseos, será enterrada en cementerio Novodevichy en Moscú, junto a sus familiares, su madre y su esposo.

## Opiniones políticas
Antonova se adhirió a puntos de vista políticos de izquierda y fue partidaria de las ideas del socialismo. Ella creía que este era el único sistema correcto, que, "lamentablemente, en la práctica no se ha justificado en ninguna parte". En la sociedad rusa moderna, no le gustaba el "elemento oligárquico" y la gente rica en general. Simpatizaba con Putin, pero condenó la pena de prisión para Pussy Riot. Ella se consideraba una persona no religiosa. Le encantaba  la poesía de Pasternak. Estaba segura de haber vivido tanto tiempo, porque absolutamente no pensaba en la muerte, en la vida siempre fue sincera y “nunca guardé un higo en el bolsillo”.
En abril de 2000, firmó una carta en apoyo de la política del recientemente elegido presidente ruso Vladímir Putin en Chechenia.
En 2014, firmó el Llamamiento colectivo de figuras culturales de la Federación de Rusia en apoyo de la política del presidente ruso Vladímir Putin en Ucrania y Crimea.

## Títulos y grados académicos
- Miembro de pleno derecho de la Academia de Ciencias Pedagógicas de la URSS (1989).
- Miembro de la Academia de las Artes de Rusia (2001, Miembro correspondiente 1997).
- Miembro Correspondiente de la Academia de San Fernando en Madrid (España).
- Doctor honorario de la Universidad Estatal Humanitaria de Rusia.

## Premios

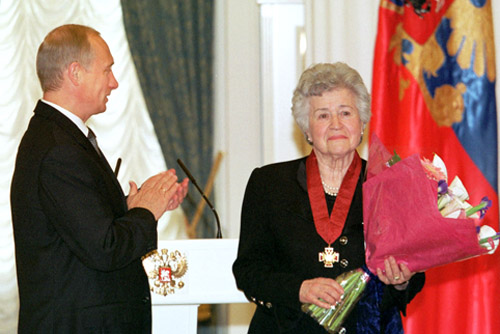
Presentación del presidente de Rusia Vladimir Putin de la Orden al Mérito de la Patria, grado II, 22 de mayo de 2002.

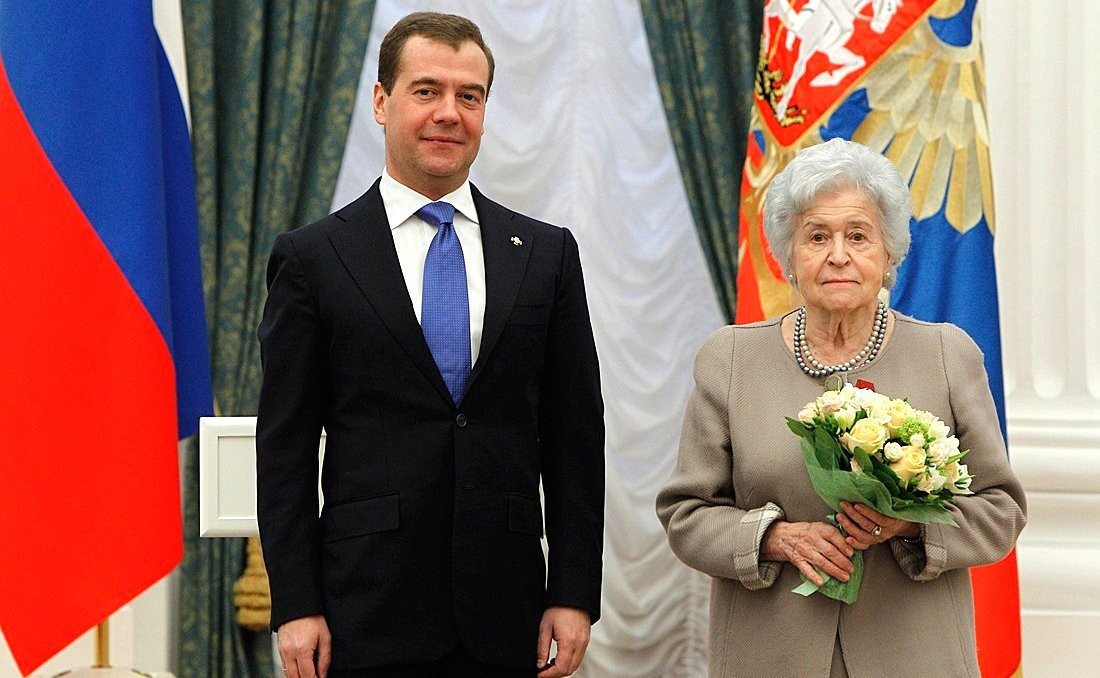
Presentación del presidente de Rusia Dmitry Medvedev de la Orden al Mérito de la Patria, grado IV, 3 de mayo de 2012

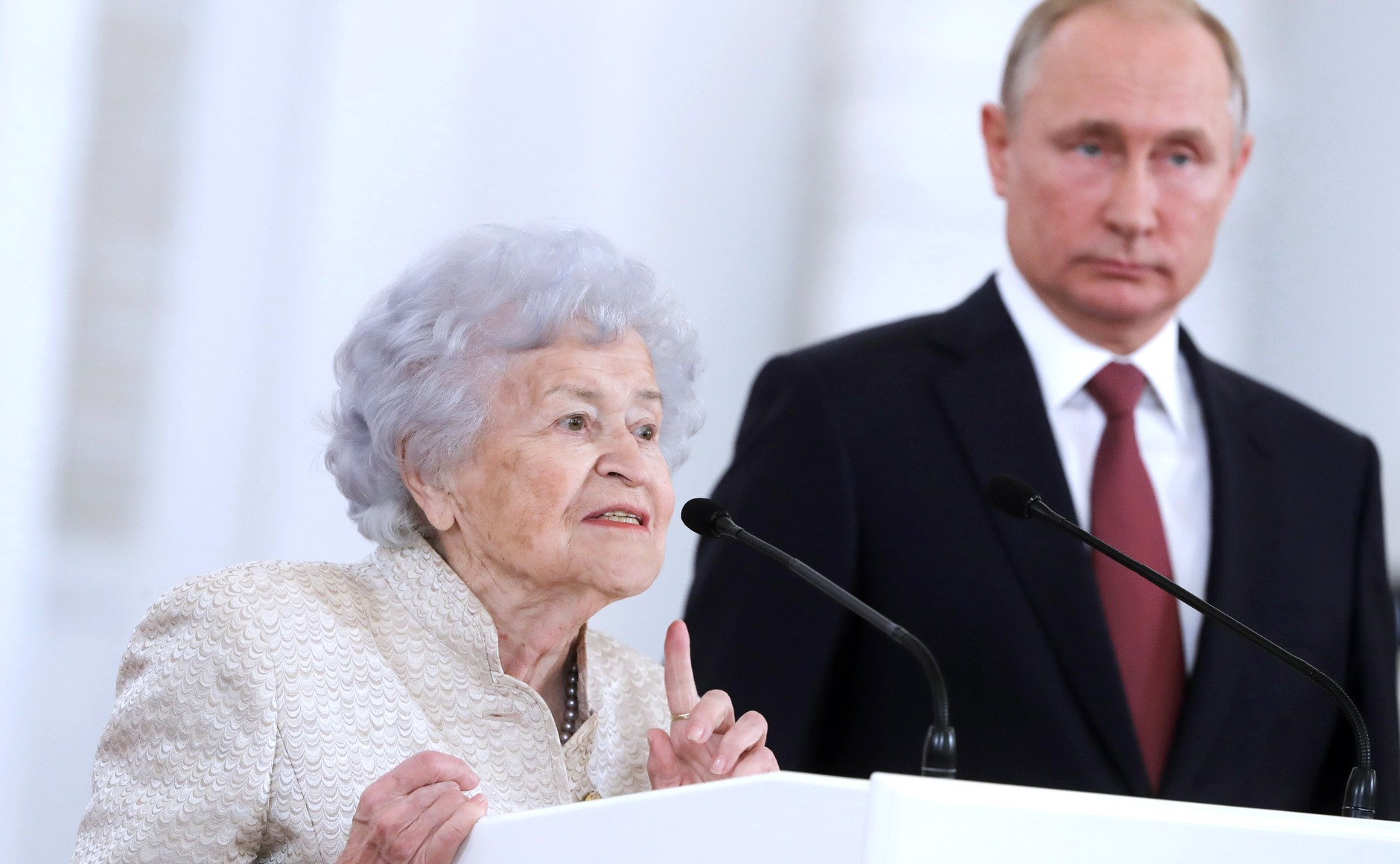
En la ceremonia de entrega del Premio Estatal de la Federación de Rusia. Kremlin, 12 de junio de 2018.

Irina Antonova fue titular titular de la Orden al Mérito por la Patria: (una de las ocho mujeres, junto con Maya Plisetskaya, Galina Volchek, Galina Vishnevskaya, Valentina Matvienko, Liudmila Verbitskaya, Inna Churikova y Tatiana Doronina)
- Orden al Mérito por la Patria, primer grado (6 de diciembre de 2007) - por una destacada contribución al desarrollo de los museos, la preservación y popularización del patrimonio cultural nacional y mundial[17]
- Orden al Mérito por la Patria, grado II (20 de marzo de 2002) - por una destacada contribución al desarrollo de la cultura rusa[18]
- Orden al Mérito por la Patria, grado III (17 de marzo de 1997) - por sus servicios al estado y una gran contribución personal a la preservación del patrimonio cultural nacional de Rusia[19]
- Orden al Mérito por la Patria IV grado (28 de febrero de 2012) - por una gran contribución al desarrollo de la cultura nacional y muchos años de actividad social[20]
- La insignia de distinción "Por la Benevolencia" (20 de marzo de 2017) - por una gran contribución al desarrollo de la cultura nacional, actividades sociales activas destinadas a aumentar el nivel de moralidad y tolerancia en la sociedad, actividad fructífera a largo plazo.[21]
- Orden de la Revolución de Octubre
- Orden de la Bandera Roja del Trabajo
- Orden de Amistad de los Pueblos (14 de noviembre de 1980) - por el gran trabajo en la preparación y celebración de los Juegos de la XXII Olimpíada[22]
- El título honorífico de Artista de Honor de la RSFSR (21 de junio de 1979) - por servicios en el campo de las bellas artes soviéticas[23]
- Premio estatal de la Federación de Rusia por logros destacados en el ámbito del trabajo humanitario en 2017 (8 de junio de 2018)[24]
- 1995 Premio Estatal de la Federación Rusa en el campo de la literatura y el arte (en el campo de las actividades educativas) (27 de mayo de, de 1996) - para el Festival Internacional de Música "Diciembre tardes" en el Museo Estatal de Bellas Artes el nombre de A. Pushkin (1981-1995)[25]
- Comandante de la Legión de Honor (Francia)
- Comendador de la Orden de las Artes y las Letras (Francia),
- Comendador de la Orden del Mérito de la República Italiana (7 de diciembre de 2000 ).[26]
- Certificado de honor del Gobierno de Moscú (19 de marzo de 2002) - por servicios destacados en el desarrollo de la cultura nacional y en relación con el aniversario.[27]
- Premio público "Tesorería de la Patria".[28]
- Galardonada con el Premio Nacional de Reconocimiento Público a los Logros de la Mujer "Olympia" de la Academia Rusa de Negocios y Emprendimiento[29] en 2001.
- Medalla de oro Lev Nikolaev (2011): por una contribución significativa a la educación, popularización de los logros de la ciencia y la cultura22[cita requerida].
- Ganador del premio de pista propia de Vladimir Vysotsky en 2013.
- La Orden Imperial de la Santa Gran Mártir Anastasia (12 de julio de 2013, Casa Imperial Rusa)en gratificantes servicios a la Patria y como testimonio de NUESTRA especial benevolencia.[30]
- Galardonado con la nominación especial "Por su destacada contribución a la preservación y el desarrollo de la cultura rusa" en el marco del premio de financiación de toda Rusia "Reputación" (2012).[31]
- Medallas de la URSS.
- Medallas de la Federación de Rusia.